# Schoenocaulon tenuifolium
Schoenocaulon tenuifolium là một loài thực vật có hoa trong họ Melanthiaceae. Loài này được (M.Martens & Galeotti) B.L.Rob. & Greenm. miêu tả khoa học đầu tiên năm 1895.